# Ronnie Clayton
Ronald ("Ronnie") Clayton (Preston, 5 augustus 1934 – Blackburn, 29 oktober 2010) was een Brits voetballer. Clayton was een van de weinige spelers die in totaal meer dan 500 wedstrijden speelde in de Football League. Tevens werd hij 35 keer geselecteerd voor het Engels voetbalelftal.
Clayton begon zijn carrière op 16-jarige leeftijd bij Blackburn Rovers FC. Pas 19 jaar nadien transfereerde hij naar Morecambe FC waar hij een volledig jaar zowel speler als trainer was. Voor hij zijn carrière beëindigde speelde hij ook nog voor Great Harwood Town FC.
In november 1955 maakte Clayton zijn debuut voor het Engels voetbalelftal tegen het Noord-Iers voetbalelftal. Hij maakte tevens deel uit van de Engelse selectie voor het Wereldkampioenschap voetbal 1958. In totaal speelde hij 35 wedstrijden voor dit nationale elftal, waaronder 5 als aanvoerder.